# Algorfa
Algorfa è un comune spagnolo situato nella comunità autonoma Valenciana.